# 拉马卢莱班
拉马卢莱班（法語：Lamalou-les-Bains，法語發音：[lamalu le bɛ̃]）是法国埃罗省的一个市镇，位于该省中部，属于贝济耶区。

## 历史
2014年秋，拉马卢莱班发生了严重的洪涝灾害。

## 地理
拉马卢莱班（43°35'51"N, 3°4'47"E）面积6.18 平方千米，位于法国奧克西塔尼大區埃罗省，该省份为法国南部沿海省份，南濒地中海，西南接奥德省，西北接塔恩省和阿韦龙省，东北与加尔省接壤。
与拉马卢莱班接壤的市镇（或旧市镇、城区）包括：莱赛尔、孔布、埃雷皮扬、奥尔布河畔勒普若勒、托萨克拉比利耶尔。
拉马卢莱班的时区为UTC+01:00、UTC+02:00（夏令时）。

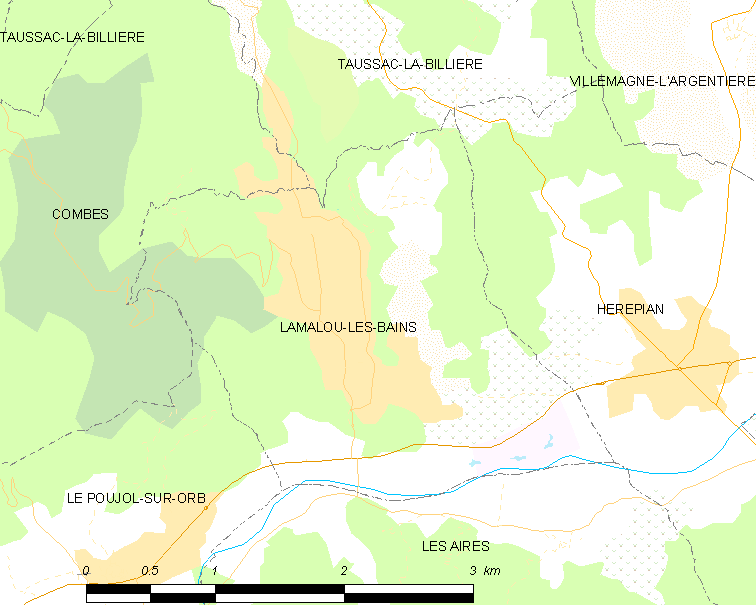
拉马卢莱班的OSM定位图

## 行政
拉马卢莱班的邮政编码为34240，INSEE市镇编码为34126。

## 政治
拉马卢莱班所属的省级选区为克莱蒙莱罗县。

## 人口

1962-2008年间拉马卢莱班人口变化图示

拉马卢莱班于2022年1月1日时的人口数量为2421人。